# Puça de mar
La puça de mar (Talitrus saltator) és una espècie crustaci amfípode de la família Talitridae, de mida petita (16-22 mm els mascles), abundant a la zona intermareal de les platges de la península Ibèrica.
La seva alimentació consisteix en algues i deixalles orgàniques en descomposició realitzant una neteja dels grans de sorra un a un. Forma part de la dieta de moltes espècies de peixos i aus. La femella es caracteritza per ingerir a les seves pròpies cries perquè s'alimentin del seu propi cos.